# فضيل إسكندر
فضيل إسكندر هو فضيل بن حساين بن أحمد بن محمد بن رمضان، ولد بحي تاكبو بمدينة المدية في 1319هـ الموافق لـ 03 ماي 1901 م عالم دين إسلامي جزائري اهتم بالحديث النبوي وتفسير القرآن الكريم وكان عضوا في جمعية العلماء المسلمين وتراس فرعها في مدينة المدية، المنصب الذي منحه إياه الشيخ عبدا لحميد ابن باديس عام 1935م وعضوا أيضا في مجلس الفتوى، كما درس في كلية العلوم الإسلامية بجامعة الجزائر سنة 1948م كان معروفا لدى العلماء الجزائريين كالشيخ العربي التبسي والشيخ الإبراهيمي والشيخ الميلي وغيرهم بإطلاعه وفكره الواسع، كانت له مناظرات معهم مما جعلهم يعترفون بعلمه وفكره الواسع إلى درجة الاجتهاد.
هناك عدة شخصيات من الجزائر كان لها تاثير على مر التاريخ سواء محليا أو وطنيا؛ على المستوى الديني أو الثقافي وحتى فيما يتعلق بالنضال لتخليص البلاد من الإستعمار ومن بين أهم هذه الشخصيات مصطفى فخار بن حميدو بن علال، محمد بن أبي شنب، محمد المحبوب إسطمبولي، عـبد الكـريم العـلجـي، شريف قرطبي، عـبـد الـقادر فـراح، فضيل إسكندر.

## مولده ونشأته
نشأ وترعرع في أسرة محافظة على القيم الدينية والأخلاق الإسلامية، فقد كان جده إماما بالمسجد الحنفي بالمدية، وكان عم أبيه من حفاظ القرآن بالولاية، وهذا الوسط العلمي ساعده للتفتح على أبواب العلم والأخلاق والالتزام منذ نعومة أظافره وقد وهب ذاكرة قوية فكان لا يقرأ كتابا إلا وحفظه. ورغم مفارقة أمه للحياة وهو صغير ألا أنه تلقى الرعاية الكافية ولم يؤثر ذلك على قريحته العلمية كان يقضي جل أوقات صغره في مطالعة الكتب وتربية المواشي،

## رُوِي عنه
أنه رأى في صغره رؤيا قصّها على جده الإمام فقال: يا جدُّ: رأيت نفسي داخل المسجد الذي أنت فيه وأنا أعطِّر أماكنه فبكى جده والتفت إليه وقال ستكون خليفتي في هذا المسجد وكان أن قدَّر الله ذلك وصار إماما بذاك المسجد عالما فقيها محدثا مفسرا

## طلبه للعلم
ساعدته قدرته الخارقة على الحفظ فأكمل حفظ القرآن وعمره تسع سنوات عن عمه محمد بن رمضان الذي كان مؤذنا ومعلما للقرآن الكريم بالمسجد الحنفي.كما استفاد كثيرا من جانب اللغة من الشيخ محمد بلحصيني أحد أعلام اللغة العربية في ولاية المدية آن ذاك.
و قد مكنته حافطته القوية من تحصيل الكثير من العلوم خاصة مصطلح الحديث حيث كان ملما بكتب الستة، فكان يحفظ ما يقارب 3500 حديث بسندها كاملة هذا ما جعل الشيخ الفحام عميد الجامع الأزهر عندما زاره سنة 1968 يطلق عليه اسم بصارالحديث أو سيار الحديث، وقبل رأسه اعترافا له بالعلم الوافر وسعة فكره وإطلاعه العميق.عرف عليه كذلك كان إذا تعسر عليه أمرا عند مسألة أو استغناء مسح على جبهته فيجد الحل وسرعان ما يتقلب السائل أو المستفتي مسرورا بالحل سئل مرة عن هذا السر فبكى شديدا وقال: رأيت النبي صلى الله عليه وسلم في المنام مسح بيده الكريمة على جبهتي كذلك كان لا يتعصب لمذهب ما رغم تقيده بالمذهب الحنفي أينما صح الحديث فهنالك مخرجه ومذهبه، كما اشتهر على العلماء ولا سيما أصحاب المذاهب.
و فضلا عن ذلك فقد كان له باع في اللغة والأدب وقد ذكر من لازمه أنه إذا مال بك في هذا المجال بدا لك أنه لا يعرف إلا سواه ويعرف عنه من الشعر ثلاثة قصائد الأولى في فضل العلم وقد ألقاها بمناسبة افتتاح أول نادي ثقافي بالمدية سنة 1926 م
و الثانية كتبها في إطار نشاطه لجمعية العلماء المسلمين في التصدي لأهل البدع والخرافات سنة 1934 م.
و الثالثة كتبها عندما حضر تهديم كنيسة المدية بساحة أول نوفمبر وحولت إلى مسجد وقد كتبت هذه الأبيات بمداد من ذهب على قطعة رخامية تتصدر مسجد النور وذلك سنة 1969 م.

## نشاطه الدعوي
لقد قدم الشيخ الفضيل لمدينة المدية وللأمة الإسلامية ككل العديد من الأعمال سواء في التفسير أو الفتوى أو الوعظ والإرشاد.
غير أن آثاره لم تحفظ وهي قليلة جدا وذلك القليل لا يزال حبيس المخازن والرفوف عند بعض من عرفوه أو في صدور بعض من لازمه آن ذاك.
و من بين أهم آثاره في علم الحديث أنه أخرج واحد وثمانين حديثا شريفا من الكتب الستة والمتفق عليها لفظا ومعنى.
و بعد تأسيس جمعية العلماء المسلمين، زار رئيسها عبد الحميد ابن باديس مدينة المدية سنة 1933 م وعين الشيخ الفضيل رئيسا لفرع المدية وعضوا في مجلس الفتوى، ونظرا لما لمسه عبد الحميد ابن باديس من خصال الدعوة وأخلاق العلماء وبشهادة الشيخ محمد البشير الإبراهيمي حثه على تفسير القرآن الكريم، فبدأ فضيل إسكندر في التفسير كل جمعة درسا بدون انقطاع حتى أتمه سنة 1969 م، وكان منهجه في التفسير ينبني على قراءات مستفيضة للتفاسير السابقة فيذكرها على سبيل الأمانة العلمية والاستناد عليها ليطرح بعدها تفسيره معرجا على أسباب النزول والأحكام الفقهية وبلاغة القرآن وحكمه.
و كان يتخلل تفسيره صولات وجولات في العلم الشرعي فقها وحديثا وبالغة ولغة فأجاد وأفاد، ولكن للأسف لم يدون تفسيره هذا إلا بعض الأشرطة السمعية وبعض خطبه ودروسه المدونة.و بعد 25 سنة كاملة أتم رحمه الله التفسير في يوم الجمعة بالمسجد الحنفي. كما أنه كان المفتي العام للولاية، فلا يتجرأ غيره على الفتوى والشيخ الفضيل حاضر.بل ويأتوه المستفتون من مختلف الولايات
و من خلال عضويته في جمعية العلماء المسلمين سخر جهده للدعوة الدينية والتوعية الوطنية، يصحح المفاهيم الخاطئة في الدين الإسلامي التي كانت تسود المجتمع إبان الإستعمار الفرنسي ويأمر بالمعروف وينهى عن المنكر، ومن أعداء أصحاب البدع والخرافات في الإسلام سالكا منهج الجمعية في ذلك ومراعيا تعاليم الدين الإسلامي التي جاء بها الرسول صلى الله عليه وسلم.
كما قام بالتدريس في كلية العلوم الإسلامية بجامعة الجزائر سنة 1948م.
و لم يدخر الشيخ أي جهد في الرد على الاستدمار الفرنسي، فقد سخر لسانه وقلمه لتحريض الشباب الجزائري على المقاومة والجهاد والدعوة إليه بكل ما يملك، وهذا ما أدخله في الكثير من المواجهات مع الإدارة العسكرية الفرنسية بالولاية ومن أهم مواقفه أنه رفض الصلاة على أنصار المستعمر الفرنسي من الجزائريين الذين خانو أصلهم والذين إغتالم أو أعدمهم المجاهدون ممتثلا لقوله تعالى «و من يتولاهم منكم فإنه منهم» ما جعل السلطات العسكرية الفرنسية تضعه تحت الرقابة الإدارية.
أما على المستوى العالم الإسلامي فكان يراسل مشايخ الأزهر والعلماء المسلمين ويتبادل معهم مناقشة المسائل الدينية والعلمية ويتواصل معهم في هموم الدين والأمة، وقد زاره شيخ الأزهر محمد الشعراوي وتناضر معه من صلاة العشاء إلى طلوع الفجر، وقد خرج منها الشيخ الشعراوي مبهوتا بسعة علمه وعمق اطلاعه.
كما زار فضيل إسكندر.جامع الزيتونة بتونس في أربعينيات القرن الماضي فأفاد واستفاد
أما مناظرته مع علماء الزيتونة أثناء سفره إلى تونس في نهاية الأربعينيات، كانت أروع المناظرات وأفاد وأجاد فحاولوا تعجزه فكان سؤالهم ماذا نقول في قوله تعالى فمثله كمثل الكلب إن تحمل عليه يلهث أو تتركه يلهث ذلك مثل القوم الذين كذبوا بآياتنا فاقصص القصص لعلهم يتفكرون.
فأسهب في فضل الكلب وضرب في ذلك الأمثلة من نثر ونظم وحكم وتعداده لمزايا الكلب الكثيرة فقال إلا أنه فيه خصلة واحدة ذميمة وهي نكرانه للضيف فسكتوا وقالوا لم نكن نقصد ذلك
أثناء أدائه فريضة الحج سنة 1966م كانت له لقاءات مع علماء المدينة ومكة كما أنه زار الطائف وحصل على رخصة الدخول إلى الكعبة الشريفة ولكن لم يتم له ذلك بسبب تصادف يوم دخوله الكعبة مع يوم عودته للجزائر.وخلال زيارته للطائف سجل اسمه في السجل الذهبي المخصص للوفود الزائرة من رجال العلم والأدب والسياسة.
و أثناء زيارته البقاع المقدسة قصد الحج سنة 1967 م كانت له لقاءات مع علماء مكة والمدينة وزار الطائف وسجل اسمه في السجل الذهبي المخصص للوفود الزائرة من رجال العلم والأدب، وحصل على رخصة الدخول إلى الكعبة المشرفة ولكن لم يتم له ذلك لمصادفة يوم الدخول بيوم العودة للجزائر.

## وفاته
و بعد مرض أقعده الفراش بضعة أشهر، توفي الشيخ في 14أفريل 1982 م بالمدية. وبذلك فقدت الجزائر عالما كبيرا لا يزال الناس لحد اليوم يتذاكرون أقواله وحكمه، وأصبح إطلاق اسم فضيل على المواليد منتشرا جدا في ولاية المدية وضواحيها ككل، ساهم فضيل إسكندر في تعليم أجيال كاملة لمدينة المدية وضواحيها وقد يحسب عليه دوره في ترسيخ تعاليم الدين الإسلامي الأصيلة لدي أهل المنطقة واحترامهم لها، وهذا ما يحسب للشيخ الفضيل إسكندر رحمة الله.

## آثاره
لقد كانت للشيخ الفضيل العديد من الأعمال الدعوية والآثار الكتابية والصوتية، ومن أهم آثاره في علم الحديث أنه أخرج واحد وثمانين حديثا عن النبي عليه الصلاة والسلام من الكتب الستة والمتفق عليها لفظا ومعنى.و أنه فسر القرآن الكريم، بالإضافة إلى دروس وخطب الوعظ والإرشاد، ولكن للأسف لم يتم تدوين أو تسجيل إلا القليل منها.
كما كان له باع في علوم النحو والأدب وحتى كتابة الشعر حيث تعرف عنه العديد من القصائد نذكر منها قصيدة بمناسبة فتح أول نادي ثقافي بالمدية وقصيدة أخرى سنة 1934 تصدى لأهل البدع والخرافات وأخرى بمناسبة تدشين مسجد النور بالمدية والآن هناك متوسطات باسم كمتوسطة فصيل اسكندر المتواجدة بالمدية

## بعض من قصائده

### القصيدة الأولى
في إطار نشاطه لجمعية العلماء المسلمين في التصدي لأهل البدع والخرافات كتب الشيخ الفضيل إسكندر هته الأبيات سنة 1934م

### القصيدة الثانية
حضر تهديم الكنيسة بساحة أول نوفمبر وحولت إلى مسجد وقد كتبت هذه الأبيات بمداد من ذهب على قطعة رخامية تتصدر مسجد النور وذلك سنة 1969م.